# Gertrudis Gómez
Gertrudis Gómez Sandó (L'Avana, 4 febbraio 1970) è un'ex cestista cubana.

## Carriera
Con Cuba ha disputato i Campionati mondiali del 1990, i Campionati americani del 1993 e i Giochi olimpici di Atlanta 1996.